# Kleinbahn (Modelleisenbahn)
Das Unternehmen Kleinbahn (Offizieller Name KLEINBAHN Mechanische Werkstätte – Spielwarenerzeugung Ing. Erich Klein e.U.) war ein österreichischer Vollsortiment-Hersteller von Modelleisenbahnen der Nenngröße H0. Kleinbahn-Produkte waren ausschließlich über die eigenen Verkaufslokale sowie den eigenen Versandhandel erhältlich.
Ursprünglich 1947 gegründet, kam es 1984 zu einer Teilung in die Unternehmen Kleinbahn und Klein Modellbahn. 2021 stellte das Unternehmen seine Produktion ein.

## Geschichte

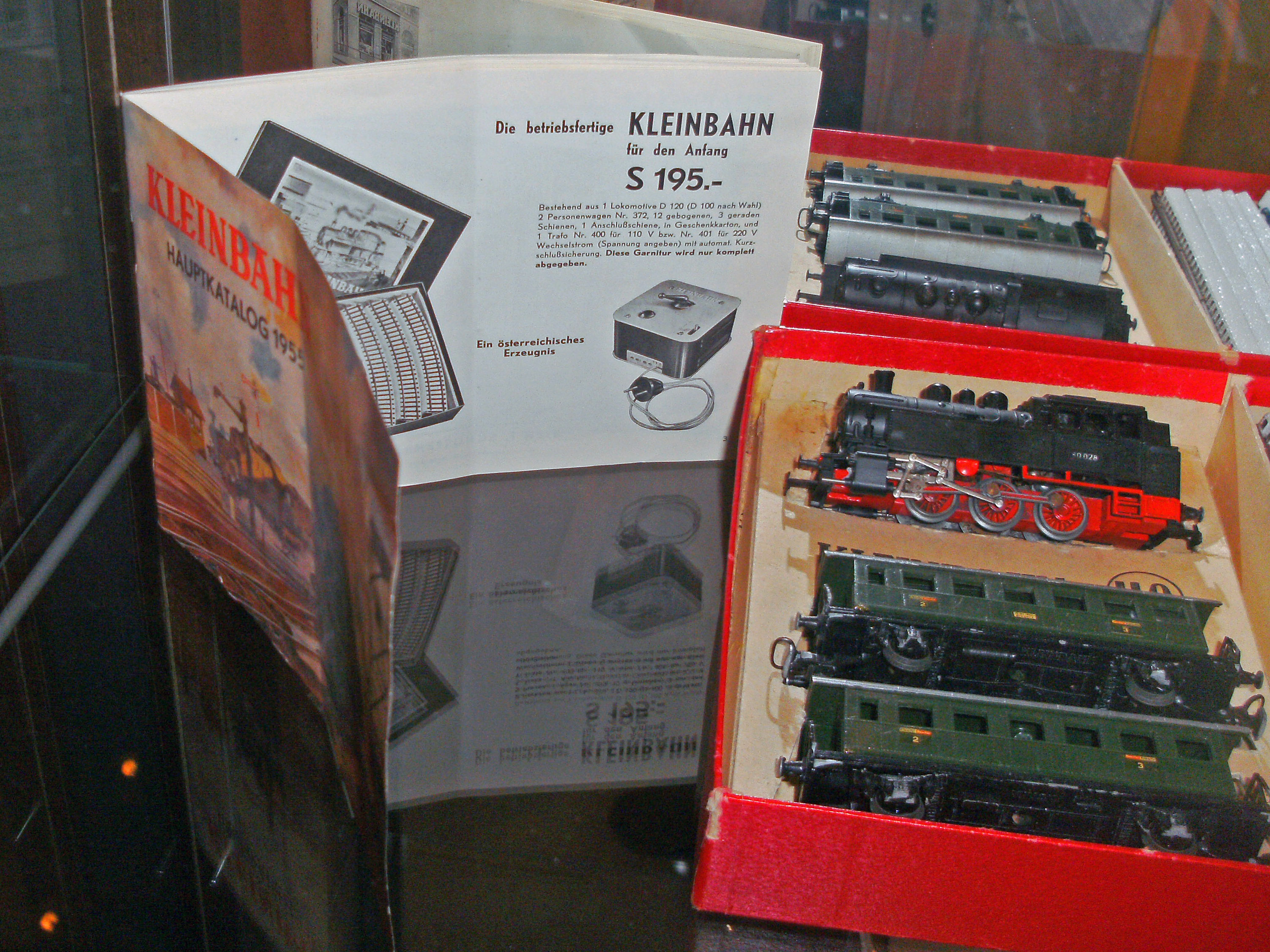
„Klassische“ Anfangspackung mit D 100 + zwei Personenwagen sowie Hauptkatalog 1955 (Nostalgiewelt Eggenburg, 2012)

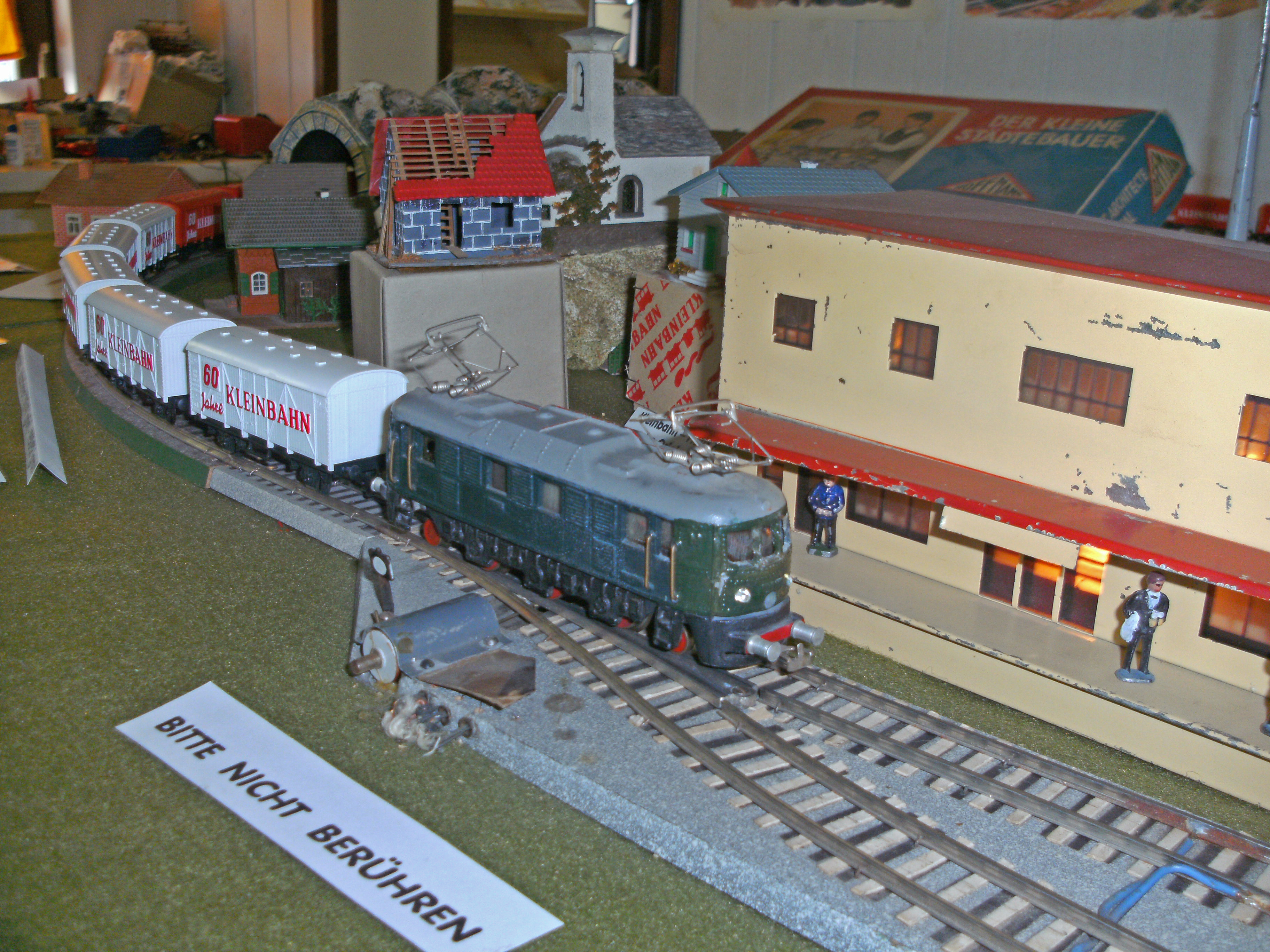
E 18 aus den Jahren um 1950 mit (Blei-)Metallgehäuse auf Schienen mit Holzbettung im Kleinen Bahn-Museum

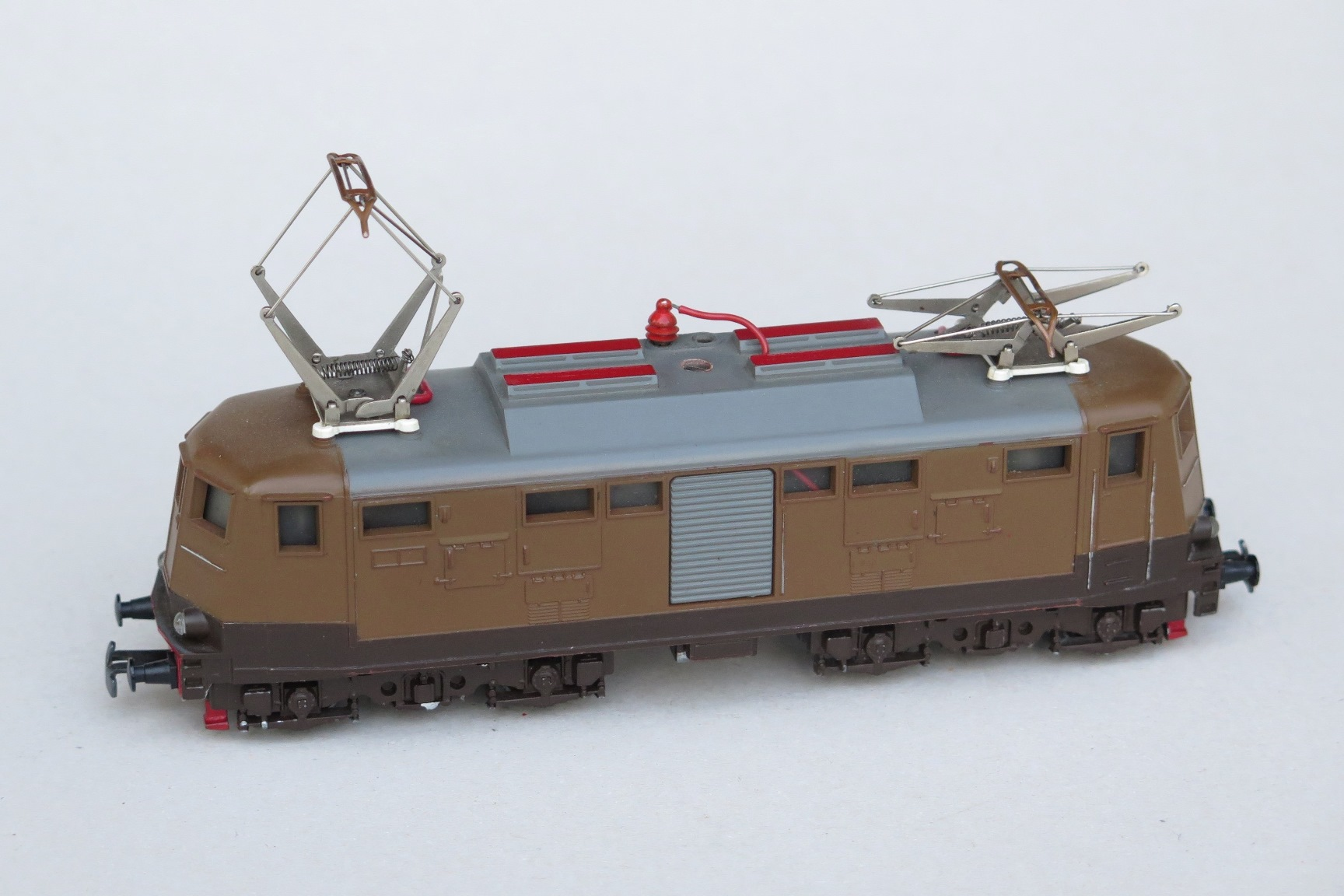
Zweimotorige FS E 424, hergestellt in den Jahren 1957 bis 1972

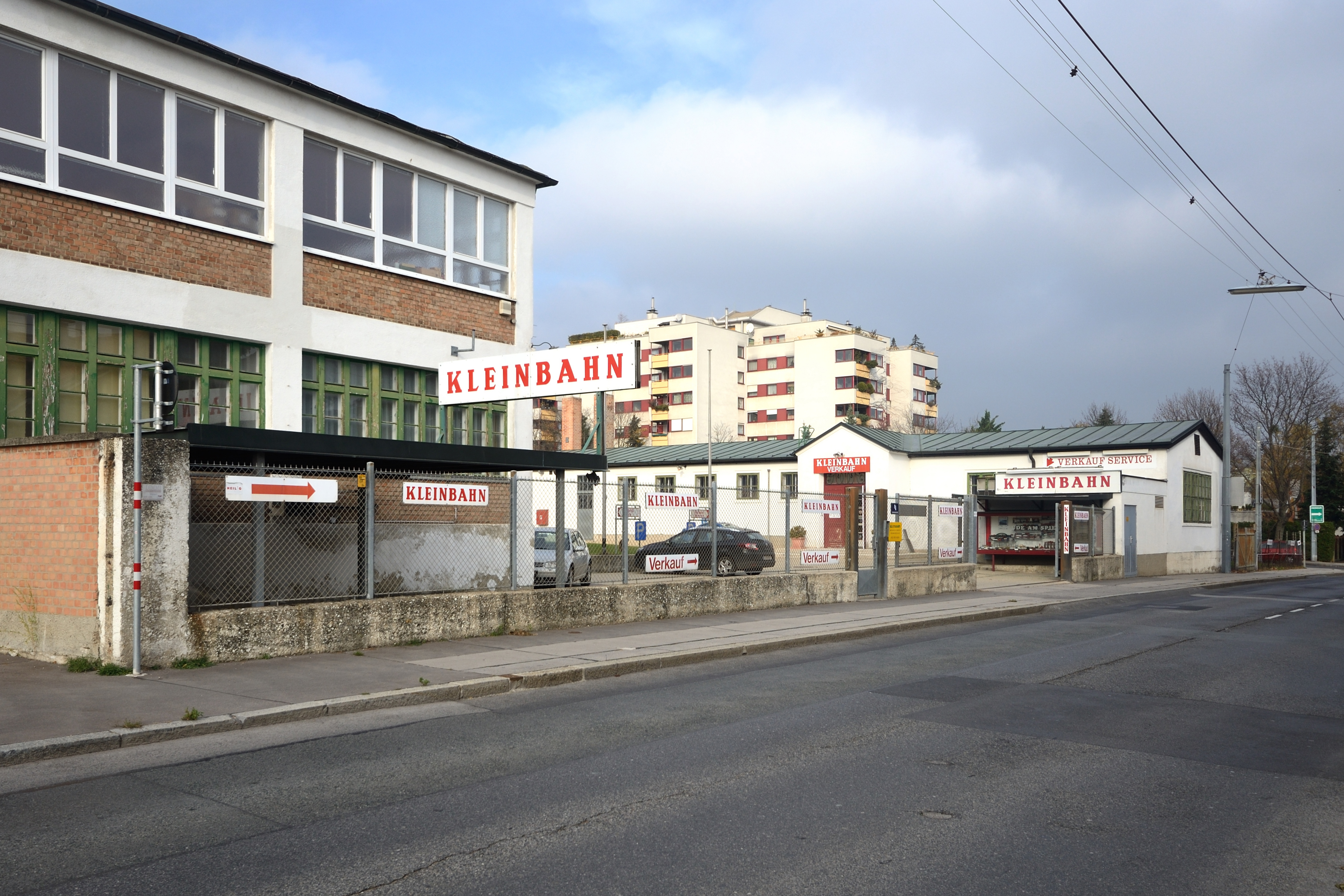
Firmensitz in Wien-Atzgersdorf

Das Unternehmen wurde im Mai 1947 am Währinger Gürtel in Wien von Erich Klein (1923–2011), einem bei der Firma Schrack AG ausgebildeten Feinmechaniker, gegründet. Anfangs wurden Schiffe und Flugzeuge aus Holz hergestellt, im Mai 1948 trat der Bruder und gelernte Elektrotechniker Oskar Klein ins Unternehmen ein. Nach einer Anregung durch den Spielzeughändler Carl Hilpert bereicherten ab der Wiener Herbstmesse 1948 auch Modelleisenbahnen das Sortiment, die ersten Fahrzeuge wurden weitgehend von Hand aus Blei, Blech und Holz gefertigt. Ein Formenbauer von Augarten-Porzellan baute Erich Klein die ersten Formen für die aus Blei gegossenen Lokomotivgehäuse.
Man erzeugte und verkaufte die Produkte zu dritt in einer kleinen Keller-Werkstätte in der Größe von lediglich zehn Quadratmetern, später konnte durch Einziehen einer Zwischendecke der spärliche Platz etwas vergrößert werden. In den Fahrzeugen kamen anfangs kleine Elektromotoren aus Wehrmachtsbeständen (sog. „Wehrmachtsmotore“) zum Einsatz.
Die Brüder Klein brachten damit als erster Modelleisenbahnhersteller Modelleisenbahnen in der Spur H0 mit dem heute dominierenden Zweischienen-Zweileiter-Gleissystem auf den Markt, nachdem dieses System in Großbritannien schon seit 1926 bekannt war. Hornby stellte zwar schon ab 1938 sein Modelleisenbahnsystem in der Spur 00 für den Gleichstrombetrieb her, dieses war anfänglich jedoch auf ein Dreischienen-Zweileiter-Gleissystem ausgelegt. Fleischmann stellte seine mit Gleichstrom betriebene Modelleisenbahn für das Zweischienen-Zweileiter-Gleissystem erst ab 1952 her.
Ebenso produzierte Kleinbahn in Folge ab 1950 als erster Hersteller Fahrzeuge aus Kunststoff, jedoch wurde keine dieser Innovationen zum Patent angemeldet. Das Kunststoffgranulat bekam Erich Klein zum Preis von einem Schilling pro Kilogramm von den Amerikanischen Besatzern, das erste Kilo angeblich im Tausch gegen eine Flasche Wein.
Im März 1951 wurde der Markenname Kleinbahn rechtlich geschützt, seit dem  1. Oktober 1952 war das Unternehmen eine Offene Handelsgesellschaft unter dem Namen Gebrüder Klein OHG. Der Gesellschaftsvertrag war auf 30 Jahre beschränkt. Nach mehreren Umzügen (u. a. wurde auch im späteren Verkaufslokal am Schottenring gefertigt) produzierte man ab 1955 in der ehemaligen Schuhfabrik David Langfelder in der Gatterederstraße in Wien-Atzgersdorf, diese war bis zuletzt Unternehmensstandort.
Die Produktpalette war hauptsächlich auf den österreichischen Markt ausgerichtet, da Modelle der ÖBB von den marktbeherrschenden deutschen Modellbahnherstellern kaum verfügbar waren. Die Modelleisenbahn durch kostengünstige Produktion für jedermann erschwinglich zu machen, war ein weiteres Ziel der Unternehmensphilosophie. Erich Klein bezog sich dabei auf niemand geringeren als sein Vorbild Henry Ford. Zu dieser Philosophie zählten vereinfachte Modelle und der Einsatz von Kunststoff in Spritzgusstechnik ab 1953, ihre erste Spritzgussmaschine konstruierten die Brüder Klein selbst.
Zu Weihnachten 1955 konnte der Preis für eine Startpackung auf 195 Schilling gesenkt werden, ein großer Verkaufserfolg war die Folge. Die Produkte fanden auch tatsächlich eine so große Verbreitung, dass der Name „Kleinbahn“ in Österreich zu einem Gattungsnamen für Modelleisenbahnen der Baugröße H0 wurde. Zeitweise waren bis zu 250 Mitarbeiter in der Fabrik beschäftigt, Kleinbahn wurde (laut Eigendefinition) zu Österreichs größter Spielwarenfabrik. Mitte der 1950er Jahre wurde das traditionsreiche, 1852 gegründete Sport- und Spielwarenhaus Anton C. Niessner in der Kirchengasse 9 in Wien-Mariahilf übernommen. An diesem Standort Ecke Lindengasse/Kirchengasse befand sich bis 2009 eine bekannte Kleinbahn-Filiale.
Von Beginn an gab es eine große Konkurrenz zum ebenfalls in Wien ansässigen Erzeuger Liliput, der angeblich in gegenseitiger Betriebsspionage, Bestechung und Handgreiflichkeiten zwischen den Firmenchefs Erich Klein und Walter Bücherl (um das Modell des fiktiven „Roten Pfeil“) gipfelten.
Eine Besonderheit der Unternehmenspolitik ab 1955 war das fehlende Vertriebsnetz. Kleinbahnmodelle wurden nur in eigenen Kleinbahn-Filialen und über den Postversand angeboten, womit die Spanne für den Zwischenhandel eingespart wurde. Zur Blütezeit gab es zehn Filialen in fast allen Landeshauptstädten und Lienz. Zeitweise gab es Filialen in Zürich und Basel, einige Modelle nach Vorbild der SBB bereicherten das Angebot und es gab eine Schweizer Tochterfirma namens Brüder Klein AG. 1962 beschäftigte das Unternehmen rund 200 Mitarbeiter. Anfang der 1960er Jahre wurden von Kleinbahn – als erstem Modellbahn-Hersteller – passgenaue, klare Fenster und Inneneinrichtungen bei den Fahrzeugen zur Anwendung gebracht. Auch diese Neuerung ließ man sich nicht patentieren, so es deshalb zu einem Patentstreit mit der Nürnberger Firma Gebrüder Fleischmann kam.
In der ersten Rezession nach dem Krieg, in den 1970er Jahren, begann der Erfolg der Firma zu stagnieren. Produktion und Neuentwicklungen wurden für einige Jahre spürbar reduziert, erst 1976 kam mit dem ÖBB 4010 wieder eine Neuentwicklung heraus. Ab 1979 kam es aufgrund zunehmender Differenzen der Brüder Klein zur Auflösung der Gebrüder Klein OHG, die 1984 in einer in österreichischen Modellbahnerkreisen legendären Realteilung gipfelte: Mitten durch das Fabriksgelände wurde eine Mauer gezogen und die Brüder Klein teilten Maschinen, Formen und Inventar penibel untereinander auf.
Von 1984 bis 2008 hatten am alten Standort somit zwei Modelleisenbahnerzeuger ihren Sitz:
- Erich Klein führte das Unternehmen Kleinbahn, mechanische Werkstätte – Spielwarenerzeugung Ing. Erich Klein mit der bisherigen Marktausrichtung der kostengünstigen Produkte weiter. Inzwischen wurde das Unternehmen von seiner Tochter übernommen und weitergeführt. So wurde z. B. der Fernverkehrswagen im aktuellen Design der ÖBB bereits neu aufgelegt.
- Oskar Klein (senior) nannte nun sein Unternehmen Klein Modellbahn GesmbH. Nach dem Tod des Seniors führte seit 1987 sein Sohn Oskar Klein jun. das Unternehmen mit Schwerpunkt auf hochwertigere, vorbildgetreue Produkte, vertrieb aber auch noch das alte Sortiment. Das Unternehmen stellte nach finanziellen Schwierigkeiten und versuchter Restrukturierung mit Ende Juli 2008 die Produktion ein.[15] Es wurden bis Ende 2010 noch Restbestände verkauft, Oskar Klein jun. verstarb im Oktober 2020.

2007 wurde die Firma an die Tochter Kommerzialrätin Angelika Pfneisl übergeben und weiter geführt, es folgten einige Neuerungen. Meist handelte es sich dabei jedoch um Farbvarianten bereits bestehender Modelle. Im Februar 2010 brachte die Österreichische Post eine 55 Cent-Sondermarke „Kleinbahn“ heraus, die ein Bild aus dem Hauptkatalog 1958/59 zeigt. Seit der Wiener Modellbaumesse 2010 bot Kleinbahn auch mehrere Loks mit Digital-Schnittstelle oder schon eingebautem Digitaldecoder an. Die Decoder wurden bei der Firma Uhlenbrock Elektronik zugekauft.
Am 24. Juni 2011 starb der Firmengründer Erich Klein im Alter von 87 Jahren. 2015 übergab Angelika Pfneisl das Unternehmen an ihren Sohn Matthias. Im September 2018 wurde die letzte Filiale in Wien, der traditionelle ehemalige „Flagship-Store“ am Wiener Schottenring 17, geschlossen. Die Modelle waren seitdem nur noch am Produktionsstandort in der Wiener Gatterederstraße bzw. über die Homepage und den Versand erhältlich.
Seit dem 15. Jänner 2021 ist der Postversand und Onlineshop geschlossen. Das Geschäft in Wien, an der Gatterederstraße 4, blieb jeweils von Montag bis Samstag geöffnet. Nachdem am 5. Juli der Abverkauf begann, stellte Kleinbahn am 17. Juli 2021 auch die Verkaufsstelle (Hofverkauf) an der Produktionsstätte in der Gatterederstraße 4 in Wien ein und schloss somit nach 74 Jahren endgültig seine Pforten. Das 6.521 Quadratmeter große Betriebsareal wurde bereits im Mai 2021 von der Eigentümerfamilie für 14,9 Millionen Euro an die Linzer Baufirma Swietelsky verkauft. Mit dem Abbruch des Areals wurde am 14. April 2022 begonnen.

### Museale Rezeption
Im privat geführten Kleinen Bahn-Museum in Altenmarkt an der Triesting, das sich der Bewahrung der Geschichte der österreichischen Modellbahn verschrieben hat, ist eine fast lückenlose Sammlung sämtlicher von Kleinbahn erzeugter Produkte zu sehen. Dazu gehören auch seltene Exemplare und Exoten aus der Frühzeit des Unternehmens.

## Produktpalette

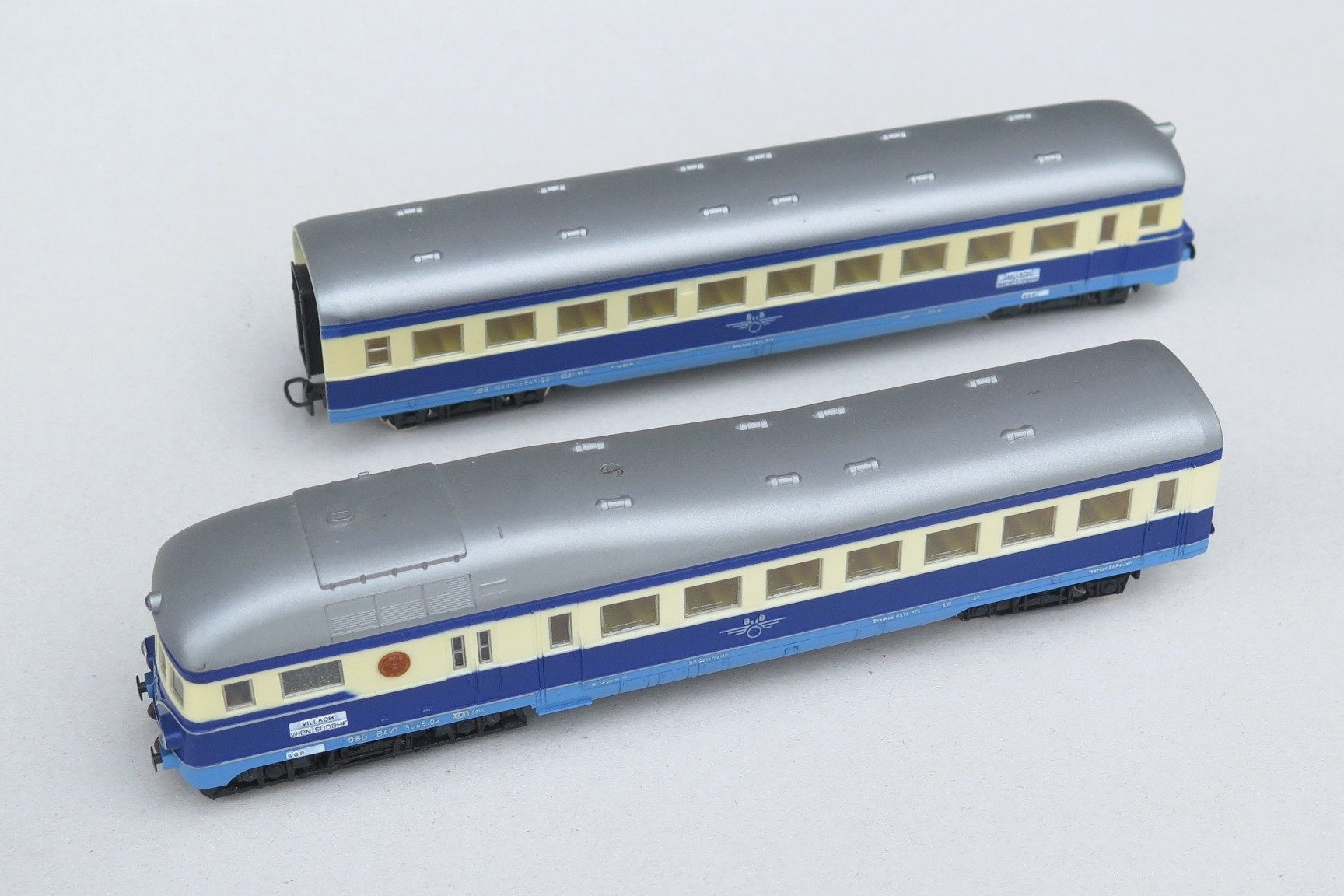
ÖBB 5045 Blauer Blitz

Typisch für Kleinbahn war lange Zeit, dass ein komplettes Modellbahnsortiment im eigenen Haus erzeugt wurde.
Die Produktpalette umfasste Lokomotiven und rollendes Material in der Nenngröße H0 im Zweileiter-System, hauptsächlich der Österreichischen Bundesbahnen (ÖBB) und der Schweizerischen Bundesbahnen (SBB), sowie ein Gleissystem, Oberleitung und etliches Zubehör. Es gab auch einige wenige deutsche, französische und italienische Waggons, teilweise bestand eine Formgleichheit mit österreichischen Fahrzeugen.
Die Fahrzeuge waren in einer einfachen, aber robusten Ausführung gefertigt, in ihren Proportionen jedoch meist nicht maßstäblich umgesetzt. Im Längenmaßstab waren Kleinbahn-Modelle traditionellerweise stark verkürzt. So betrug z. B. bei den Reisezugwagen mit einer Original-Länge von 26,4 m der Längenmaßstab 1:113 statt der heute üblichen Längenmaßstäbe von 1:100 (leicht verkürzt) oder 1:87 (korrekt). Die Fahrzeuge waren auch in ihrem Aussehen zum Teil stark vereinfacht, Griffstangen und Leitungen traditionell am Gehäuse mitgespritzt. Erst in den frühen 1990er Jahren kamen einige (letzte) neue, annähernd maßstäblich gehaltene Modelle als Formneuheiten heraus. Als letzte Neukonstruktion erschien 1993 ein Modell des Dieseltriebwagens ÖBB 5147.
Technisch befanden sich die meisten Fahrzeuge jedoch auf dem Stand der späten 1960er Jahre. Bis zuletzt verfügte jede Lok oder Triebwagen mit einem eigenen Motor pro Drehgestell (siehe Galerie) und einen Antrieb über Schnecken und Stirnräder, andere Hersteller waren schon lange zum sog. Mittelmotor-Konzept mit Antrieb über Gelenkwellen übergegangen. Von 1955 in die 1985 wurde ein eigener, von Kleinbahn selbst gefertigter Permanentmagnet-Motor verwendet. Für diesen doch etwas unförmigen, jedoch ziemlich unverwüstlichen Motor mussten z. T. die Führerstände von Dampflokomotiven (ÖBB 156, ÖBB 93 etc.) vergrößert dargestellt werden. Ab den 1980er Jahren wurden Mabuchi und Bühler-Motoren verbaut. Das Käufersegment waren lange u. a. die Hobby-Neueinsteiger und kostenbewusste Modelleisenbahner. So ließ sich bereits um 100 Euro eine komplette Garnitur der Epoche I bis V zusammenstellen (Stand 2015).
Als gesuchte Sammlerstücke früherer Produktionsjahre gelten der Blaue Blitz (ÖBB 5045), ein in den 1960er Jahren gefertigtes Modell der Schnellzug-Dampflokomotive ÖBB 12 sowie die Lokomotive E499.0 der Tschechoslowakischen Staatsbahnen ČSD und die E 424 der Ferrovie dello Stato. Bei der E499.0 der CSD handelte es sich lange um das einzige Modell einer Ostblock-Lokomotive von einem westlichen Hersteller.

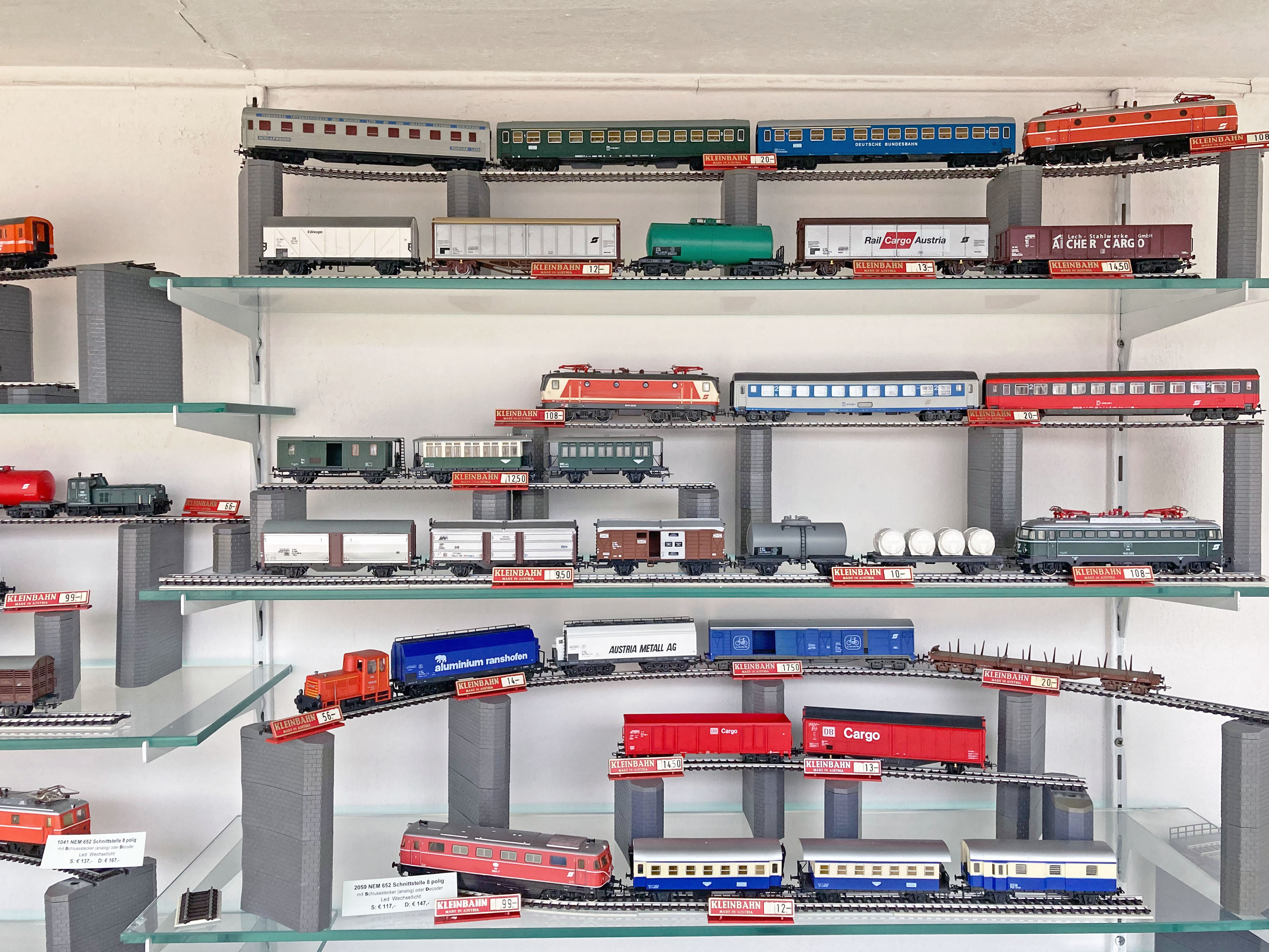
Vitrine mit KLEINBAHN-Modellen am Firmensitz (2021)

Der einfache Aufbau der Lokomotiven lässt im Inneren genügend Platz für einen Lokdecoder, sodass sie sich gut für eine nachträgliche Digitalisierung eignen. Eine steigende Anzahl an Lokomotiven wurde zuletzt in drei Varianten angeboten: analog, digital vorbereitet (Buchse zum Anstecken des Decoders mit Kurzschlussstecker versehen) und digital. Hier wurden Decoder und Produkte der Firma Uhlenbrock Elektronik angeboten. Die Elektrolokomotiven sind alle optional auch über die Oberleitung zu betreiben (Umschalter auf der Unterseite bzw. als Umstecker am Dach), was bei Analogbetrieb schon einen unabhängigen Zweizugbetrieb auf einem Gleis erlaubt hat.
Die seit 1957 unverändert erzeugten Modellschienen hatten ein Hohlprofil mit einer Höhe von 2,6 mm, das auf Kunststoffschwellen montiert war und wurden mittels Drahtstiften zusammengesteckt. Diese Art der Verbindung ist zwar unsichtbar, bringt aber auch Kontaktprobleme mit sich. Im Programm von Kleinbahn gab es darum ein spezielles Kontaktöl, das die Oxidation der Schienen und Verbindungsdrähte verhindert. Das Sortiment und das Material wurde ab den 1970er Jahren nicht mehr wirklich geändert. Es gab auch nur zwei mittlere Bogenradien (385 und 436 mm), aber auch ein Metergleis in „flexibler“ und „wenig flexibler“ Ausführung. Dazu wurden auch Signale, Oberleitung, Schalter und eine Drehscheibe aus eigener Produktion angeboten. Die Masten der Oberleitung waren Gittermasten und entsprachen nicht mehr den heutigen Betonmasten der ÖBB. Wobei aber ähnliche Masten lange Zeit auf früh elektrifizierten Linien wie Arlbergbahn oder Salzkammergutbahn standen. Die Tageslichtsignale wurden an die aktuelle Version der ÖBB angepasst und mit LEDs ausgestattet. 2012 kamen als eine der letzten Neuheiten Zwerg-Verschubsignale heraus, im Vergleich eigentlich eine Seltenheit.

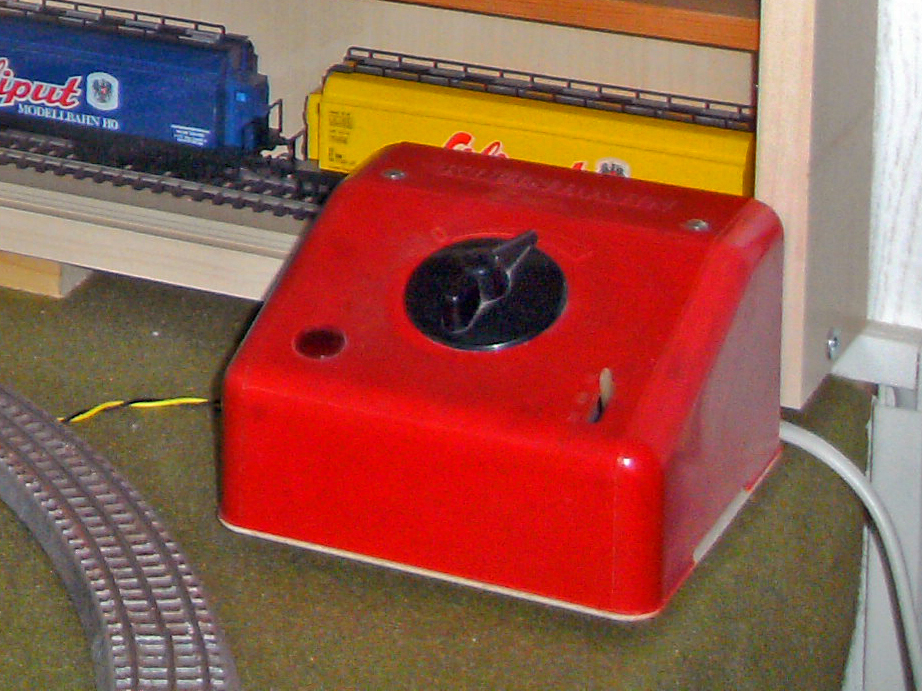
Der „legendäre“ rote Kleinbahn-Trafo

Unter Modellbahnfreunden aufgrund ihrer Robustheit und Kurzschlusssicherheit geradezu legendär sind die Transformatoren von Kleinbahn. Diese 30 Watt VA leistenden Trafos mit pultförmigen rotem Plastikgehäuse, schwarzem Drehknopf, Kontrollleuchte und weißem Hebel für die Polwendung (Fahrtrichtungsänderung) wurden ab den frühen 1960er Jahren unverändert erzeugt und befanden sich bis zum Schluss im Programm des Herstellers. Sie lieferten 5 bis 16 Volt (de facto 20 V) Gleichspannung für den Fahrbetrieb und eine fixe Spannung von 16 Volt Wechselstrom für den Betrieb von Beleuchtung und elektrischem Zubehör. Als Teil von Startpackungen wurden sie in sehr großer Stückzahl erzeugt und sind noch heute vielfach zu finden, auch bei digital betriebenen Anlagen von Modellbahn-Vereinen. In den 1970er Jahren war eine Zeit lang der sogenannte „Electronik-Trafo“ mit Thyristor-Steuerung im Programm, der ein besonders weiches Fahrverhalten bei niedriger Spannung bot.
Auch zwei Typen von Modell-Straßenfahrzeugen (Mercedes-Benz /8 und ein Steyr 90 Pritsche/Planen-Lkw mit Hänger) und einige einfache Modellgebäude, vorwiegend Bahnbauten und eine Siedlungshäuser, waren verfügbar. Erwähnenswert ist hier der große Bahnhof, der dem Hauptbahnhof Graz nachempfunden war. Eine Besonderheit war, dass diese Gebäudemodelle, anders als sonst üblich, bereits fertig zusammengebaut waren, weshalb ein ambitionierter Modellbauer keine Möglichkeit zur inneren Ausgestaltung hatte.
Bis zuletzt kam Kleinbahn mit dreistelligen Bestellnummern für ihre Produkte aus, Lokomotiven wurden traditionell nur mit ihrer Original-Baureihennummer und alternativ einem D oder E davor bezeichnet. Formgleiche Lokomotiven und Waggons mit unterschiedlicher Lackierung wurden unter derselben Nummer geführt, sodass bei Bestellungen immer der komplette Name des Produkts angegeben werden musste. Verpackt waren die Produkte vorwiegend in einfachen Karton-Schachteln ohne Kunststoff mit dem Firmenlogo darauf und der Produktbezeichnung auf den Seitendeckeln. Die Kartonagen und Kataloge wurden lange Zeit im eigenen Haus erzeugt.

## Bildergalerie

### Triebfahrzeuge

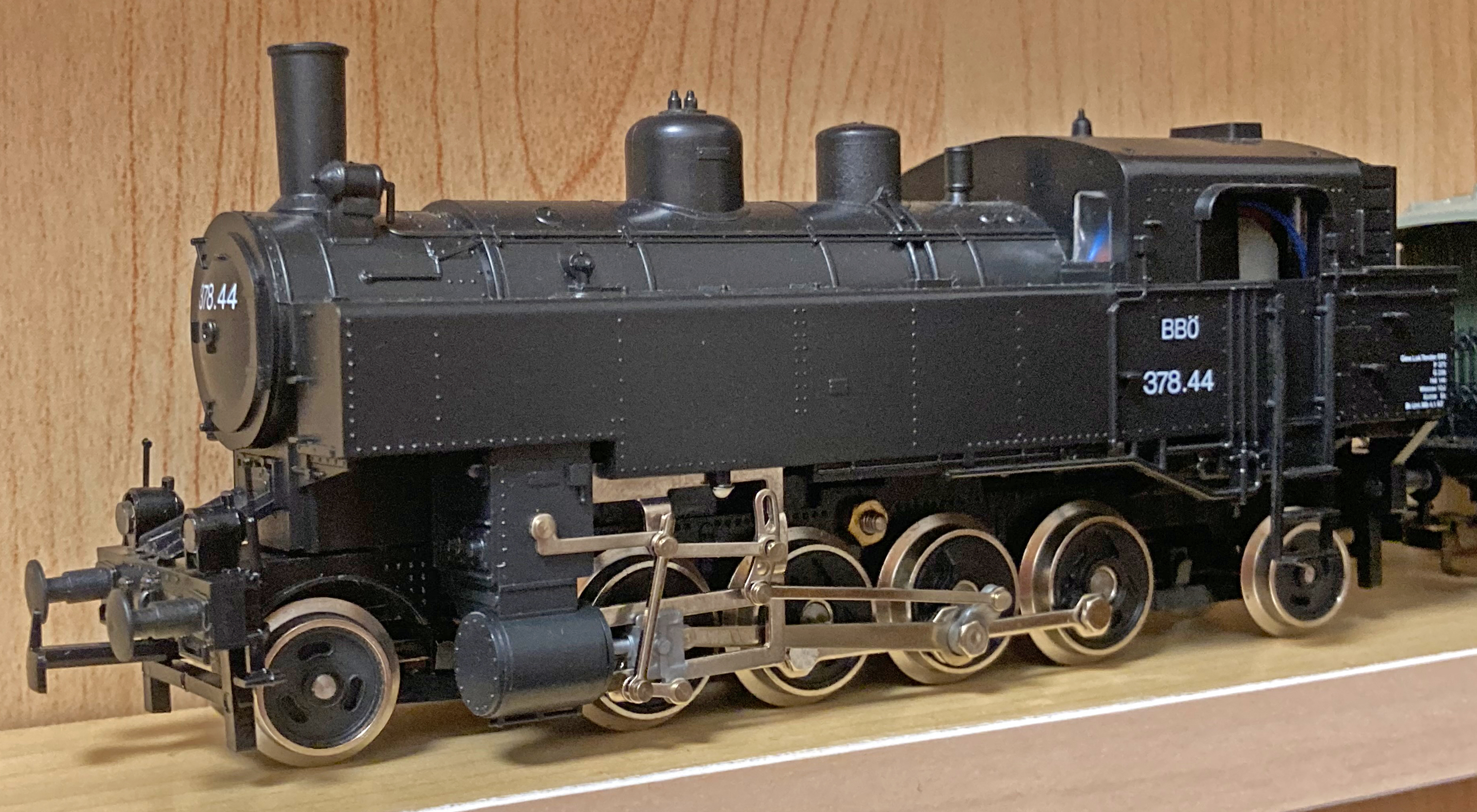
BBÖ 378 aus der letzten Produktionszeit
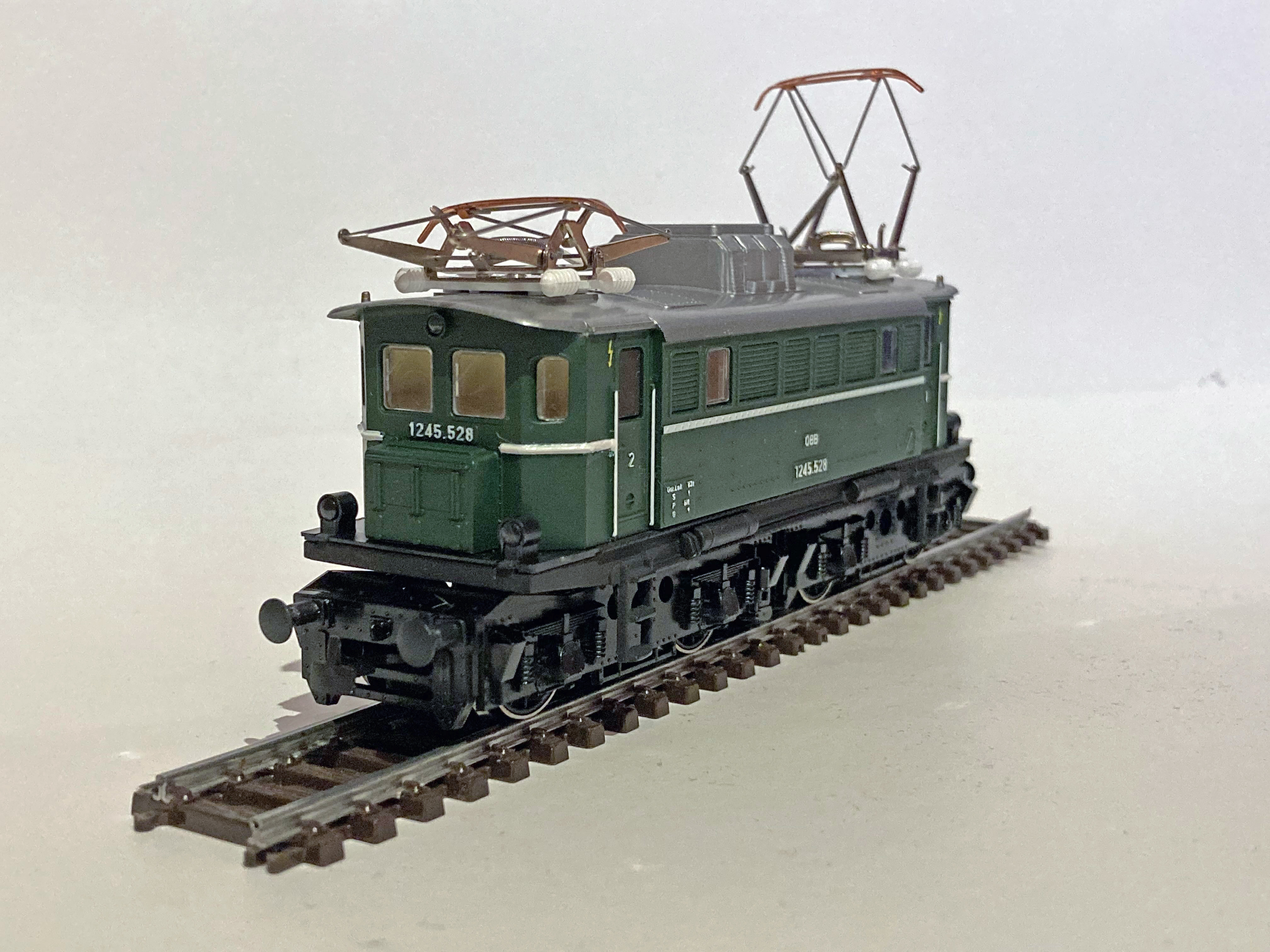
ÖBB 1245 aus der letzten Produktionszeit
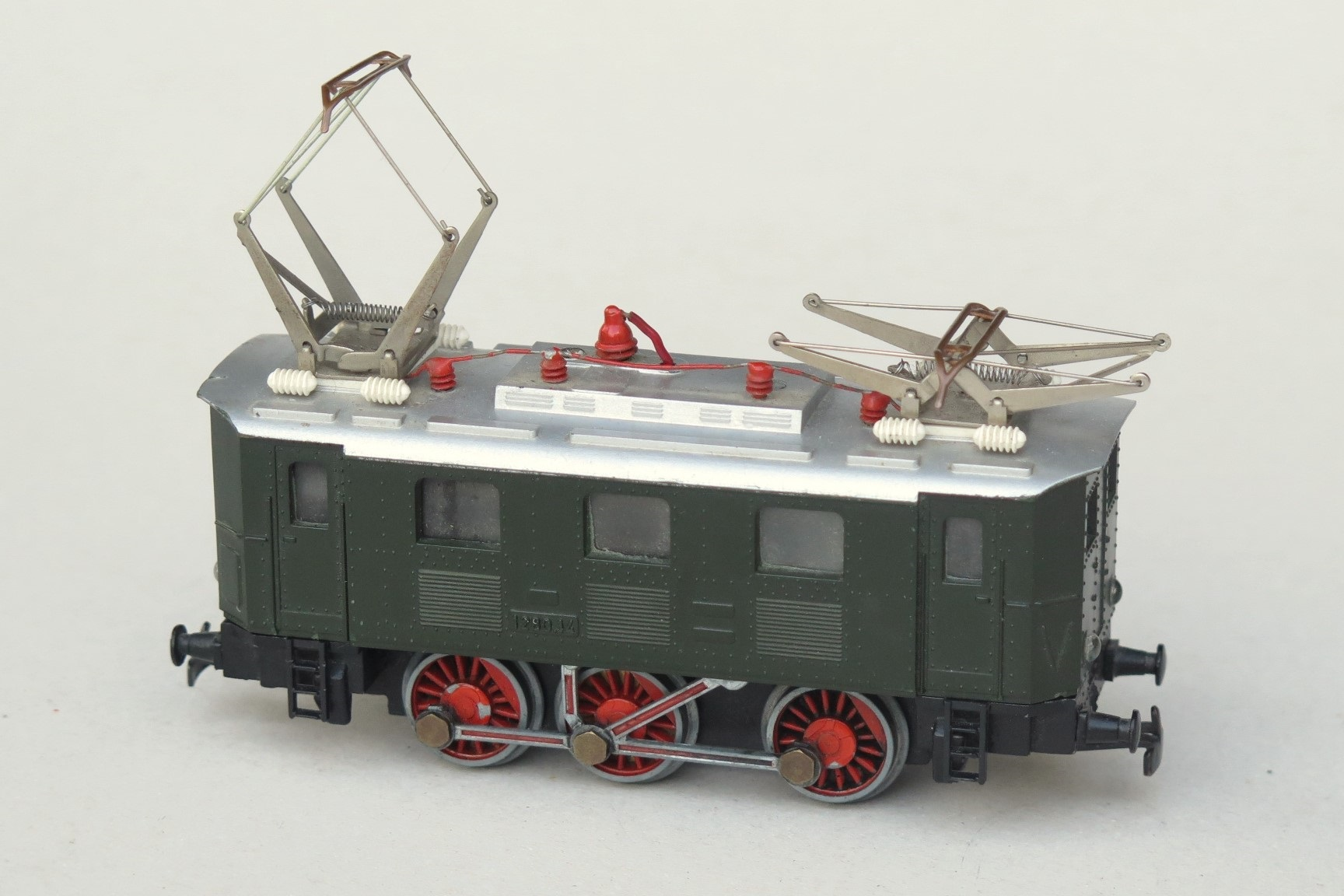
Vereinfachtes Modell der ÖBB 1280
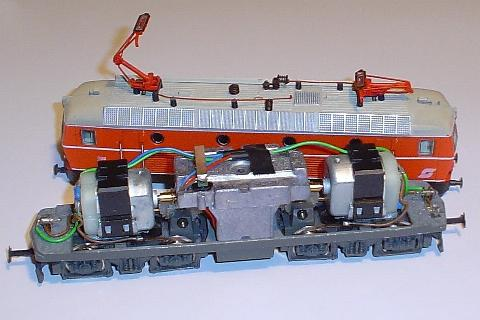
Geöffnete Elektrolokomotive E 1044
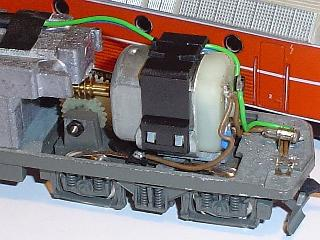
Detailaufnahme des Mabucchi-Gleichstrommotors mit Schneckengetriebe
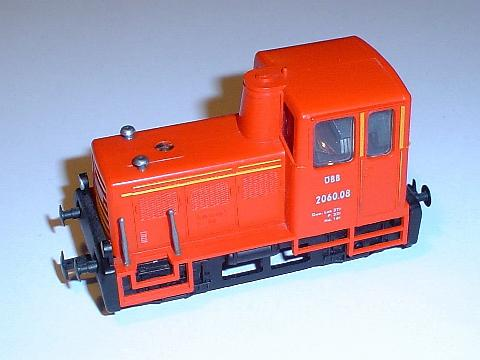
Verschublokomotive ÖBB 2060 mit unförmig vergrößertem Führerhaus
Detailaufnahme des von Kleinbahn selbst hergestellten dreipoligen Gleichstrommotors
Digitalisierung einer E 1042 mit alten Motoren und aufwendiger Isolierung von der Masse
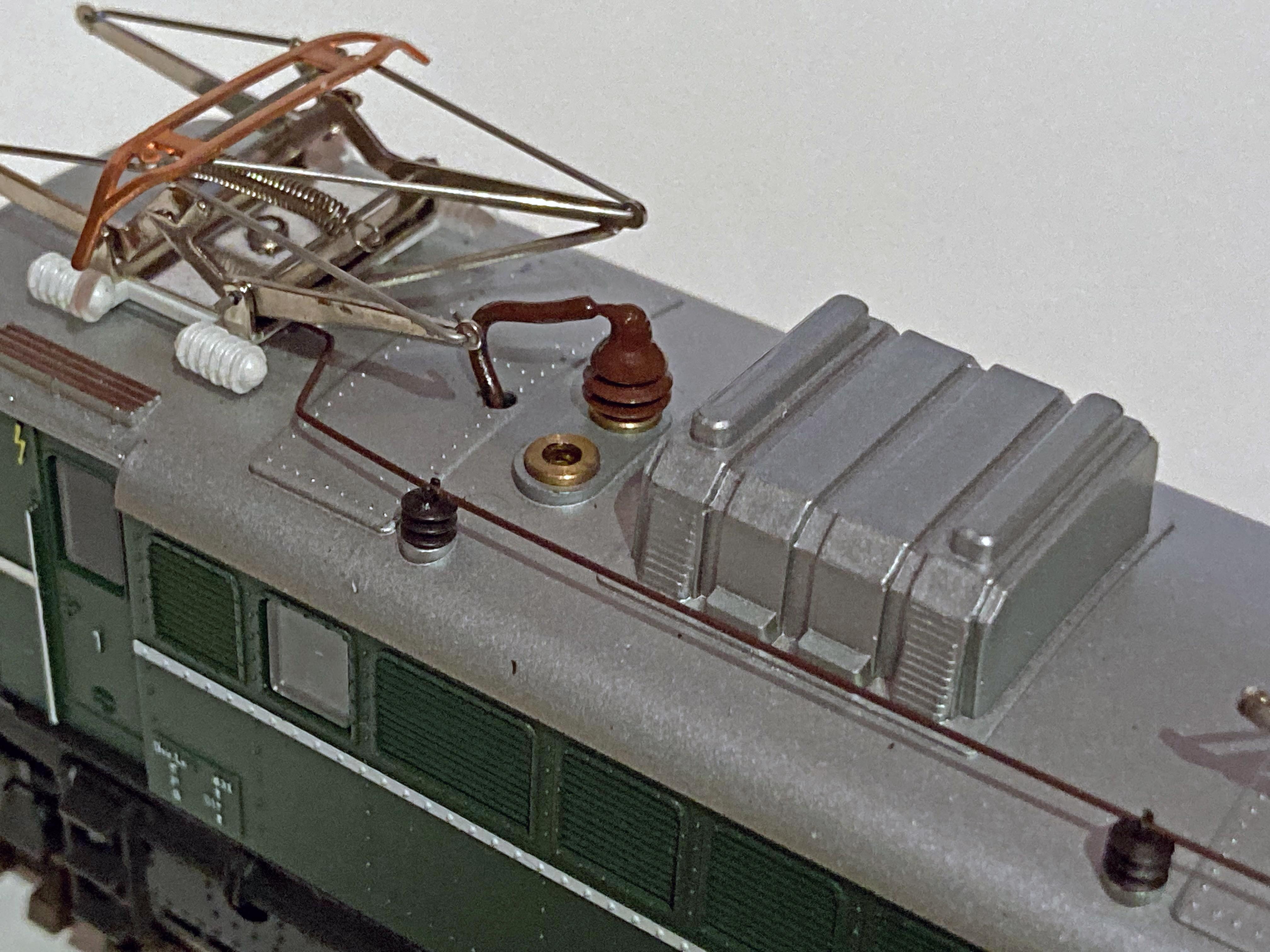
Umstecker zwischen Ober- und Unterleitung auf einer E 1245
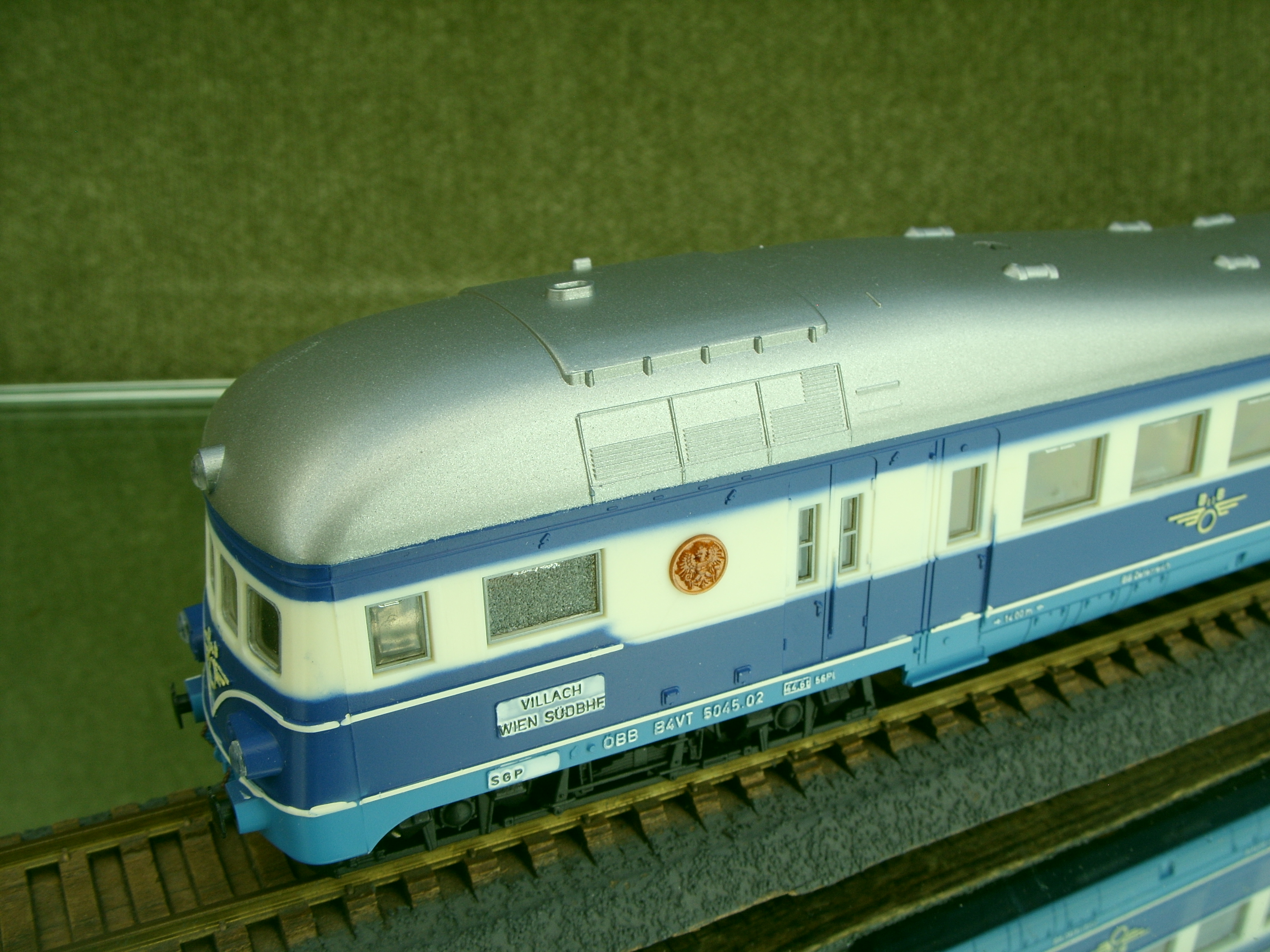
Detailaufnahme des Blauen Blitzes, sämtliche Beschriftungen sind erhaben graviert

### Personenwagen

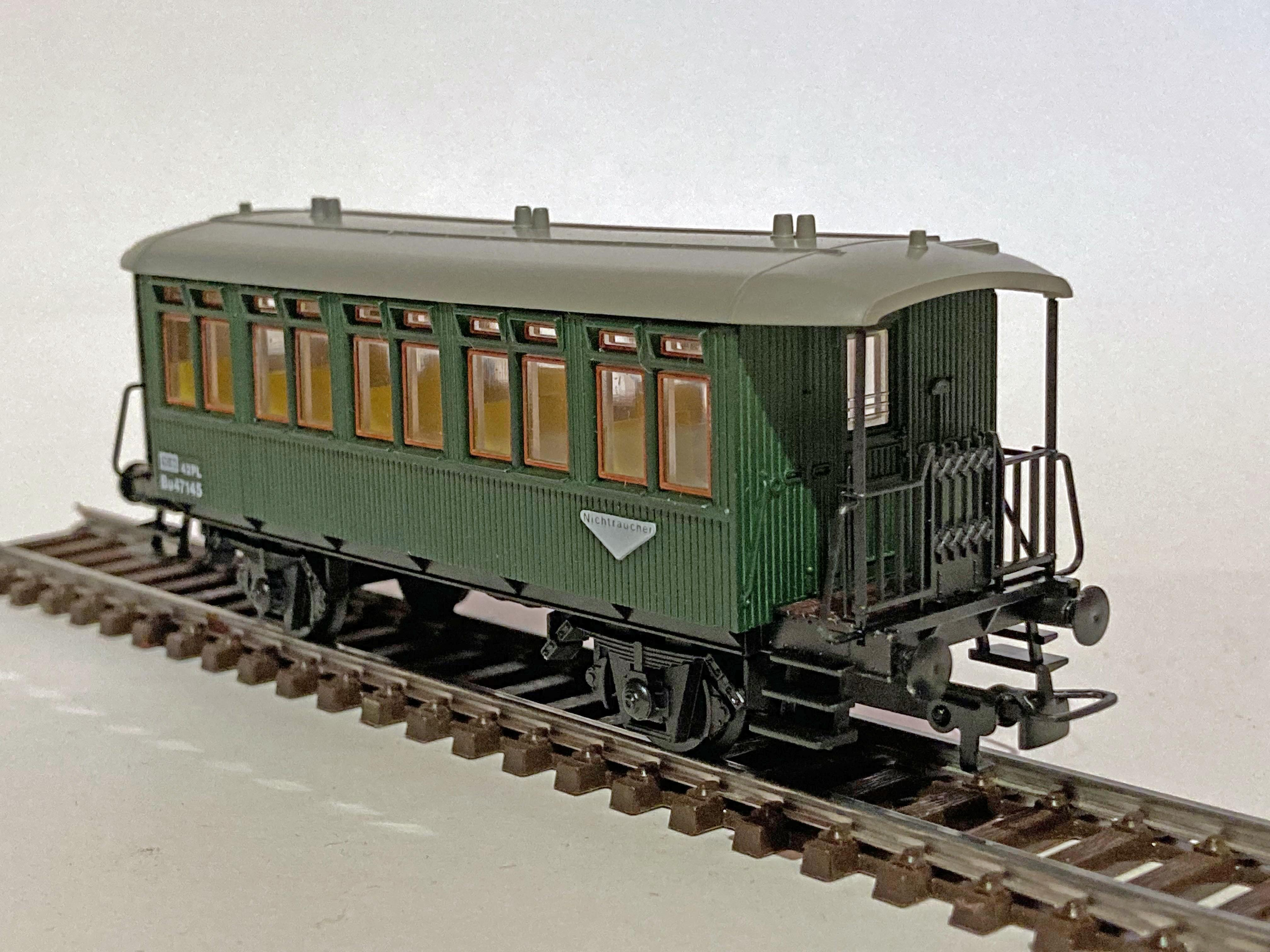
Ein seit den 1960er Jahren erzeugtes Modell des Wiener Stadtbahnwagens
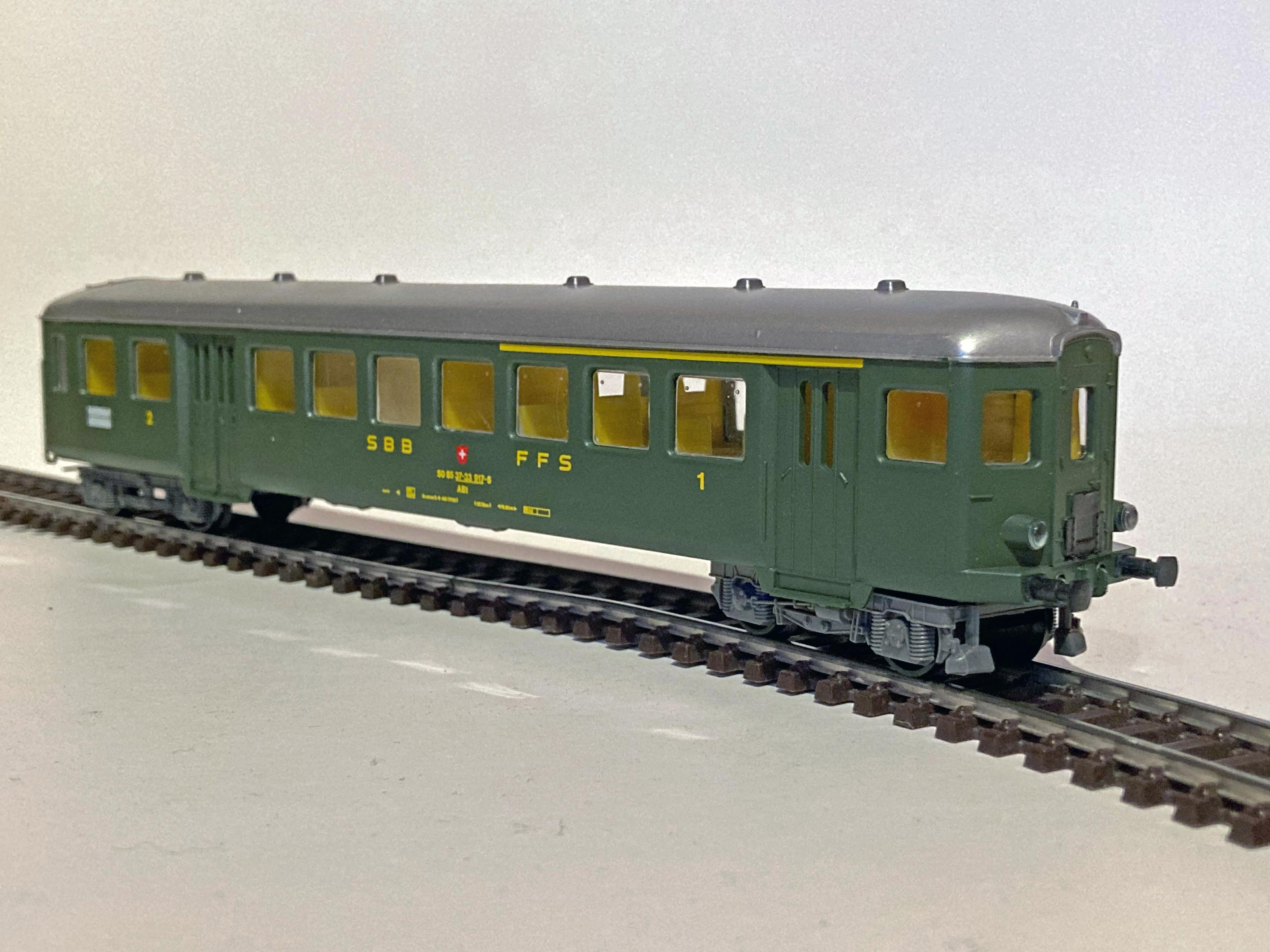
Steuerwagen der SBB

### Güterwagen

Offener Güterwagen der ÖBB
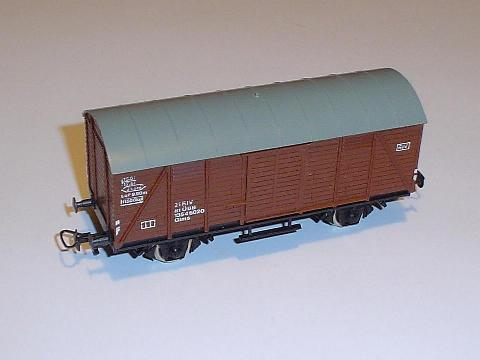
Gedeckter Güter wagen der ÖBB
Gedeckter Güter wagen K3 der SBB
Einachsdrehgestell mit angespritzter Kupplungsdeichsel
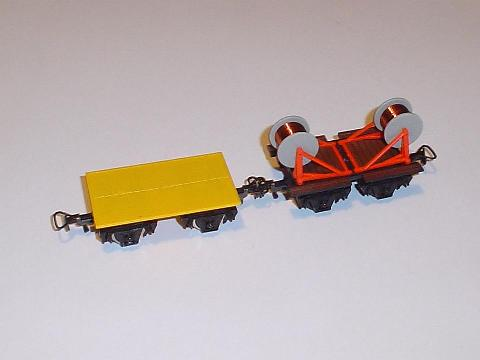
Loren, Trommel- und Bahnmeisterwagen
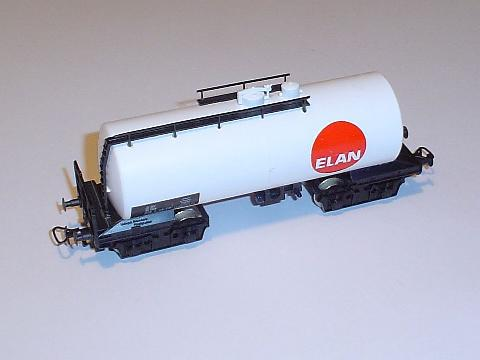
Kesselwagen Elan
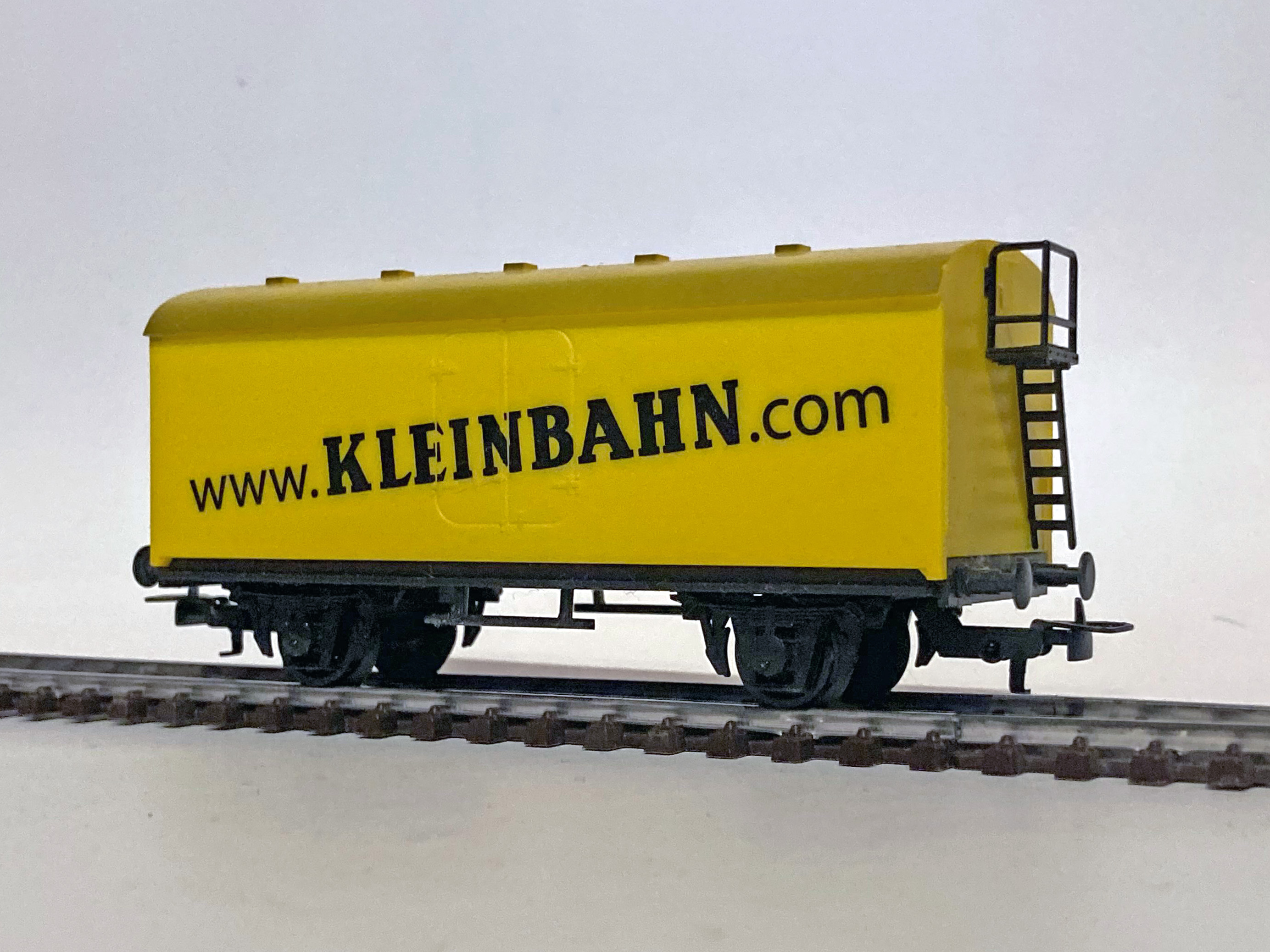
Werbewagen auf Basis des Bierwagens Nr. 320, Waggons wie dieser wurden bei größeren Einkäufen als Gratis-Beigabe dazu gegeben
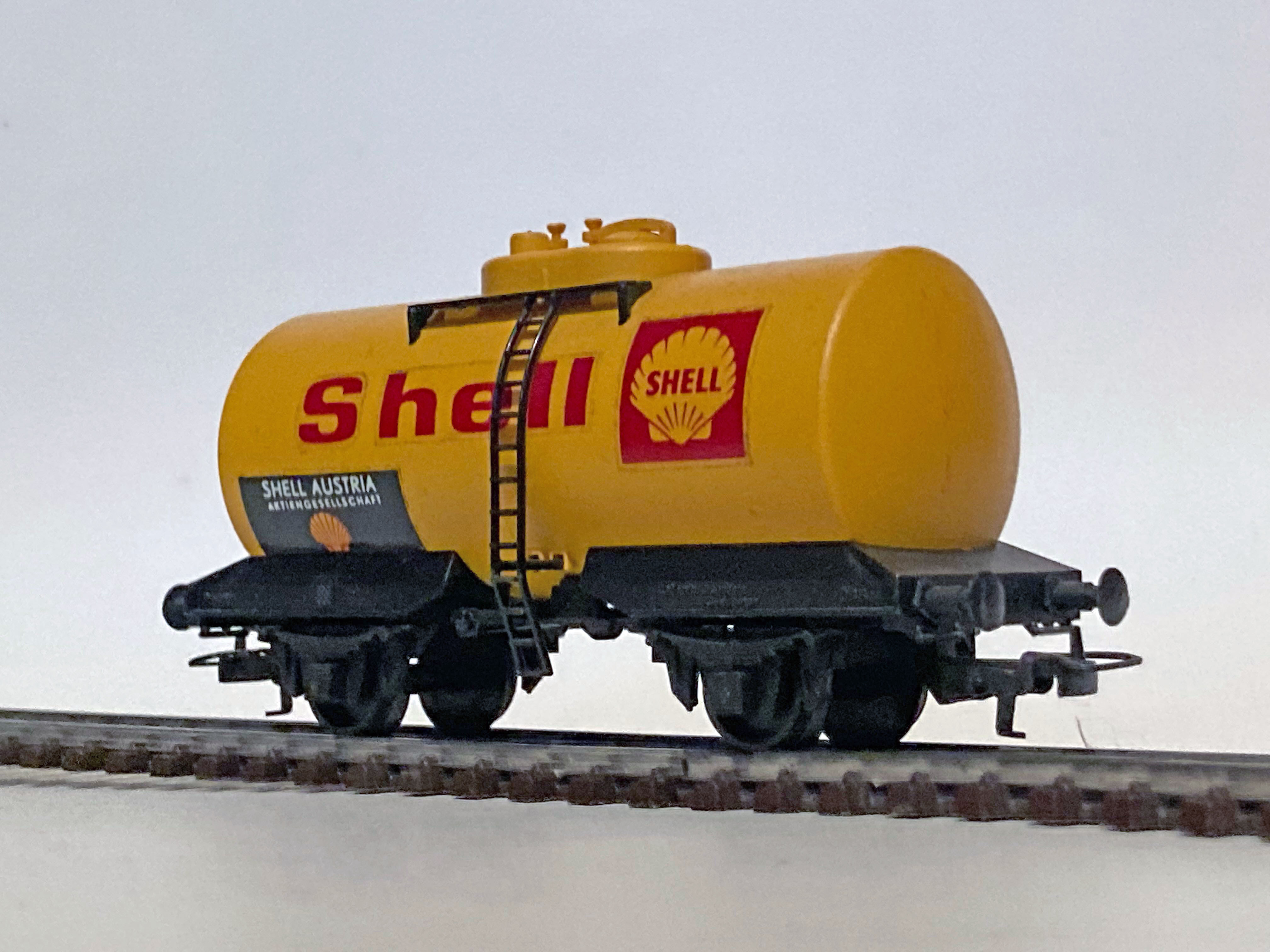
Zweiachsiger Shell-Kesselwagen
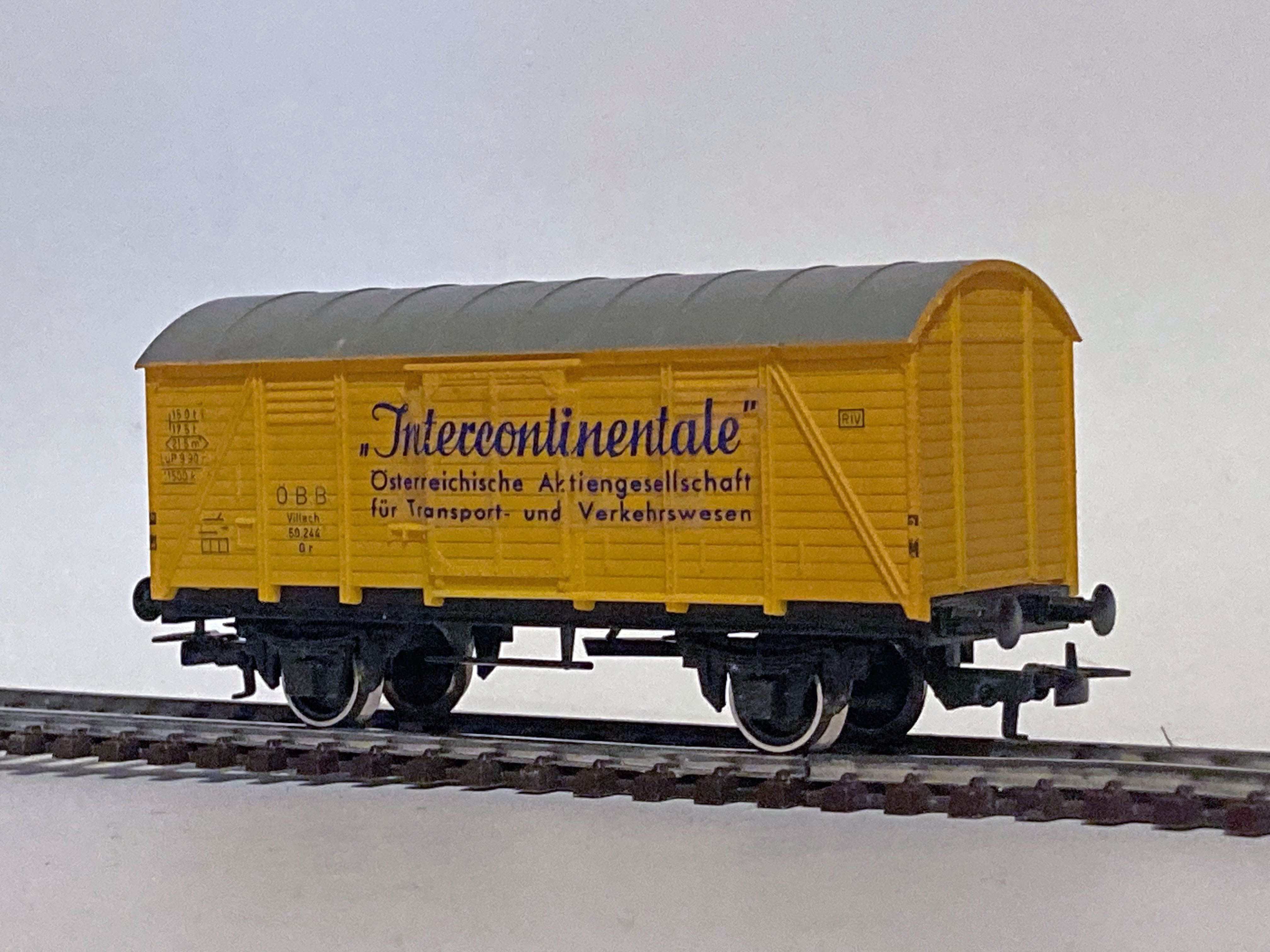
Güterwagen der Wiener Spedition „Intercontinentale“

### Gebäude

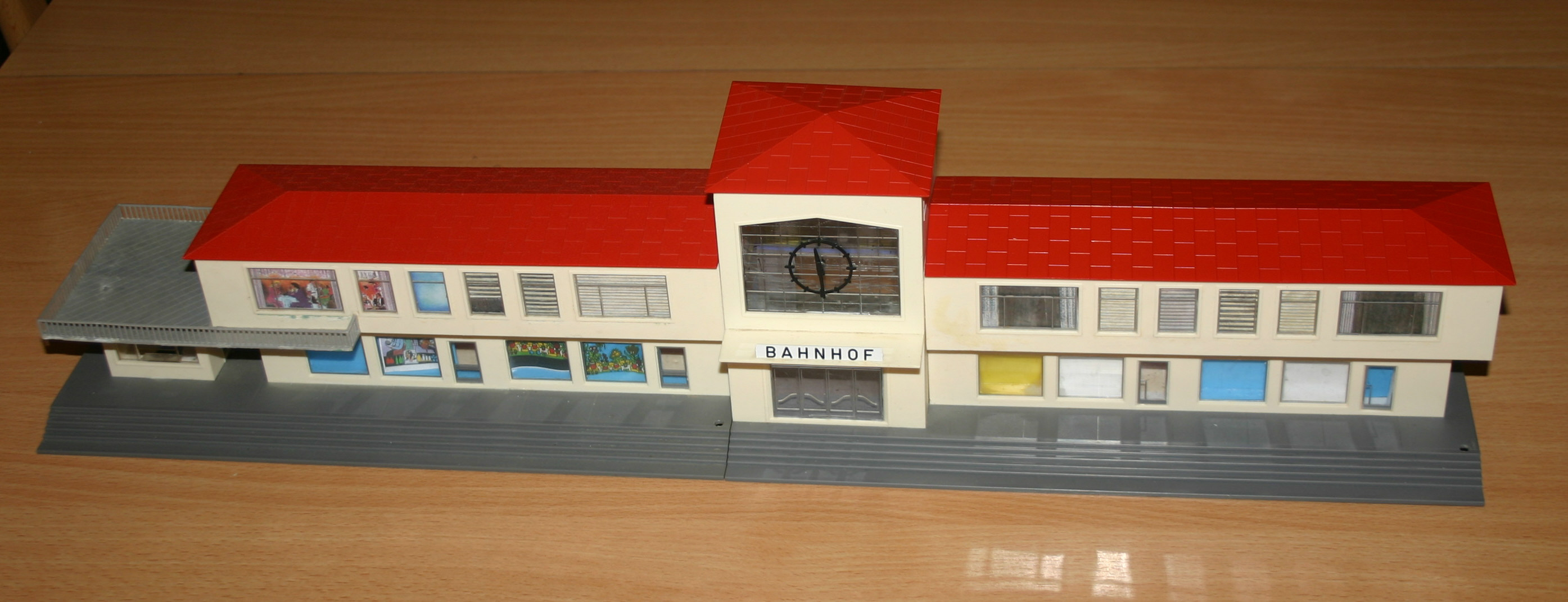
Bahnhofsgebäude (in Anlehnung an den Grazer Hauptbahnhof)